# Hovea nitida
Hovea nitida är en ärtväxtart som beskrevs av I.Thomps. Hovea nitida ingår i släktet Hovea och familjen ärtväxter. Inga underarter finns listade i Catalogue of Life.